# Швидун Митрофан Матвійович
Митрофан Швидун (31 травня 1896, Монастирище, Ніжинський повіт, Чернігівська губернія — †?) — старшина Армії УНР.

## Біографія
Уродженець с. Монастирище Ніжинського повіту Чернігівської губернії.
Колишній юнак 1-ї Української військової школи, під час бою під Крутами дістав поранення у праву ногу вище коліна.
1918 р. служив у Запорізькій дивізії, потому — у Дієвій армії УНР на панцирних потягах «Стрілець», «Вільна Україна» (1919 р.) та «Кармелюк» (1920 р.), у грудні 1918 р. поранений у ліве плече.
У квітні 1920 р. був визнаний військовим інвалідом (сохла ліва рука), але залишився на стройових посадах в Армії УНР — при штабі 1-ї Запорізької дивізії.
У 1920–1930 роки мешкав у Луцьку, був активним діячем місцевої української громади. Доля після 1941 р. невідома.